# دان جينينغز
دان جينينغز (بالإنجليزية: Dan Jennings)‏ هو لاعب كرة قاعدة أمريكي، ولد في 16 سبتمبر 1960 في ديفني في الولايات المتحدة.